# Jessi Alexander
Jessi Alexander (Jackson, 18 novembre 1972) è una cantante statunitense.
Nel 2004 sono stati lanciati i singoli Honeysuckle Sweet e Make Me Stay or Make Me Go, entrambi entrati nella Hot Country Songs di Billboard, classifica settimanale dei 60 brani country più popolari.
Il 1º marzo 2005 l'etichetta discografica Columbia Records ha pubblicato il suo album di debutto, intitolato Honeysuckle Sweet, che non è entrato nelle classifiche e ha venduto solo poche migliaia di copie.
Nello stesso anno è stato pubblicato il singolo Canyon Prayer, che ottiene un successo inferiore a quello dei precedenti.
La Alexander ha scritto brani per Trisha Yearwood, Little Big Town e Kitty Jerry, ed è inoltre coautrice della canzone di successo The Climb, interpretata da Miley Cyrus per il film del 2009 Hannah Montana: The Movie.

## Discografia

### Album in studio
- 2005 – Honeysuckle Sweet
- 2014 – Down Home
- 2020 – Decatur County Red

### Singoli
- 2004 – Honeysuckle Sweet
- 2004 – Make Me Stay or Make Me Go
- 2005 – Canyon Prayer
- 2020 – Mama Drank
- 2020 – I Should Probably Go Now
- 2020 – Decatur County Red (feat. Jonathan Singleton)
- 2020 – River